# Untersturmführer
Untersturmführer foi uma patente paramilitar do Schutzstaffel criada em julho de 1934 pela Alemanha Nazista.
A patente, equivalente à de segundo-tenente em outras organizações militares, tem suas origens na antiga patente de Sturmführer, que existia desde a fundação das SA em 1921. A patente de Untersturmführer era superior a Hauptscharführer (ou Sturmscharführer na Waffen-SS) e inferior a Obersturmführer.

## Visão Geral
Untersturmführer foi o primeiro posto de oficial da Schutzstaffel comissionado, equivalente a um segundo tenente em outras organizações militares. A insígnia consistia em um remendo de colarinho de três pontas de prata com as ombreiras de um tenente do exército. Devido à ênfase que a SS colocava na liderança de sua organização, a obtenção do posto de Untersturmführer exigia um processo de triagem e treinamento diferente do sistema de promoção padrão nas fileiras alistadas. Nos primeiros dias da SS, a promoção para Untersturmführer era simplesmente uma questão de curso, pois um membro da SS subia nas fileiras alistadas para uma posição em que estava pronto para assumir os deveres de um oficial. O Untersturmführer também era ocasionalmente um cargo designado, dado a um membro da SS para que eles pudessem começar imediatamente como oficial na organização. Esse era tipicamente o caso em organizações de segurança, como a Gestapo e a Sicherheitsdienst (SD). Um cenário típico no início da SS era um membro ingressar como SS-Mann e depois receber promoção diretamente para Sturmführer. Em alguns casos, onde um oficial estava sendo "preparado" para assumir uma posição de liderança da SS, um oficial podia ser promovido ainda mais. Tal era a situação com Friedrich Jeckeln, que foi promovido diretamente de Mann a Sturmbannführer. Em 1938, o tamanho e a logística da SS trouxeram a necessidade de um sistema estabelecido para se tornar um oficial da SS com este sistema diferente tanto para as Waffen-SS quanto para as formações SS gerais da Allgemeine-SS.

## Comissões Gerais daAllgemeine-SS
Dentro do Allgemeine, ou "General" SS, a promoção ao posto de Untersturmführer exigia serviço satisfatório nas fileiras alistadas da SS com um membro da SS com o posto de Hauptscharführer antes que pudesse ser considerada a comissão de um oficial. Aqueles elegíveis eram obrigados a obter uma recomendação de sua cadeia de comando da SS seguida da apresentação de um documento conhecido como Lebenslauf. Um resumo da carreira do membro da SS, o Lebenslauf afirmou por que o membro da SS sentiu que deveria ser comissionado como oficial e deu, como evidência, uma lista de realizações cronológicas tanto dentro da SS quanto antes de ingressar.

## Comissões Gerais daWaffen-SS
Tornar-se um oficial da Waffen-SS pode ser um processo difícil e demorado. Todos os candidatos a comissões na Waffen-SS eram obrigados a frequentar as SS-Junkerschulen (Escolas SS-Junker), que eram campos de treinamento estabelecidos para treinar futuros oficiais da Waffen-SS. A mais conhecida dessas academias estava localizada em Bad Tölz, Baviera. Para ser admitido em uma SS Junkerschule, um futuro oficial deve ter servido nas fileiras alistadas da Waffen-SS e deve ter sido recomendado para uma comissão por seus superiores. Aqueles que foram recomendados foram examinados fisicamente, bem investigados como políticos e racialmente para garantir a pura herança germânica e ariana. Se aprovado para admissão em uma Junkerschule da SS, o membro da SS era nomeado para o primeiro de uma série de patentes de candidatos a oficial da SS que exibiam a mesma insígnia de oficiais subalternos da SS. Os seguintes foram os níveis de promoção das fileiras de candidatos a oficial da Waffen-SS:
- Standartenoberjunker FA - Hauptscharführer
- Standartenjunker FA - Oberscharführer
- Oberjunker FA - Scharführer
- Junker FA - Unterscharführer

O avanço nas fileiras de candidatos a oficial da SS exigia passar por exames físicos, exames escritos e exibir traços militares táticos e de liderança sob observação. Ao atingir o posto de Standartenoberjunker, um candidato a oficial da SS tinha permissão para usar a cinta de queixo prateada de um oficial da SS e era designado para uma unidade de campo para treinamento e avaliação final de campo. Após a conclusão de todo o treinamento, o candidato a oficial da SS foi incorporado (introduzido) no corpo de oficiais da SS em uma cerimônia especial com a insígnia do oficial e a espada da SS apresentada. Todo o processo de treinamento para se tornar um oficial da Waffen-SS normalmente exigia de dez a dezesseis meses para ser concluído.

## Comissões do Campo de Batalha
À medida que a Segunda Guerra Mundial chegava ao fim e as perdas dentro das forças armadas começavam a aumentar, o rigor da admissão ao corpo de oficiais da SS começou a diminuir. Em 1945, era uma ocorrência comum para os comandantes de campo locais da Waffen-SS conceder promoções ao posto de Untersturmführer quando as necessidades de mão de obra do campo de batalha o exigiam. Dentro da Allgemeine-SS, em particular as forças de segurança do RSHA, as promoções para Untersturmführer ainda exigiam um escrutínio cuidadoso e havia membros da SS aguardando aprovação de comissões até abril de 1945.